# Jamie Cope
Jamie Cope (ur. 12 września 1985) – angielski snookerzysta. W gronie profesjonalistów od 2001 roku. Plasuje się na 57. miejscu pod względem zdobytych setek w profesjonalnych turniejach, ma ich łącznie 164.

## Kariera zawodowa
W 2006 roku dotarł do finału turnieju Grand Prix w szkockim Abeerden, w którym przegrał z Neilem Robertsonem 5:9. W tym samym turnieju Cope osiągnął również breaka maksymalnego – 147 punktów w meczu z Michaelem Holtem. 1 kwietnia 2007 Anglik dotarł do finału turnieju China Open, gdzie musiał uznać wyższość Szkota Graeme Dotta, przegrywając 5:9.
Latem 2005 roku, w meczu treningowym, udało mu się uzyskać wyjątkowo rzadkiego breaka maksymalnego – 155 punktów (po faulu z wolną bilą przy wszystkich czerwonych na stole). Do tej pory nikomu nie udało się uzyskać takiego breaka w oficjalnym turnieju.
Do końca sezonu 2010/2011, na swoim koncie zapisał 100 breaków stupunktowych.